# Stylochaeton zenkeri
Stylochaeton zenkeri är en kallaväxtart som beskrevs av Adolf Engler. Stylochaeton zenkeri ingår i släktet Stylochaeton och familjen kallaväxter. Inga underarter finns listade.